# Patrone 88
Patrone 88（88型彈藥），又稱M/88，是一款無凸緣瓶頸型的步槍彈藥。它是由德國步槍試驗委員會（Gewehr-Prüfungskommission）設計的第一代使用無煙火藥的彈藥。當時，1886年由法國研發，使用無煙火藥的8×50mmR勒貝爾彈藥對歐洲各國彈藥的研發造成革命性影響，Patrone 88即受此影響而研發。
88型彈藥以2.75 g（42.4 gr）的無煙火藥（主要是硝化纖維）填充。這款彈藥主要建基於瑞士設計，有著8.08 mm（0.318英寸）的直徑，14.6 g（225 gr）重的白銅圓頭全金屬披甲彈頭。它的槍口速度達620 m/s（2,034 ft/s）。彈芯由95%的鉛和5%的銻組成。它是7.92×57毫米毛瑟彈出現前，德國軍隊所採用的主要彈系。